# Edwin (Northumbria)
Edwin (auch: Eadwine, Eaduuine, Edwine, Etguin, Æduinus, Ædwine) (* um 584 in York; † 12. Oktober 633 bei Doncaster) war von 616 bis 633 König des angelsächsischen Königreiches Deira bzw. Northumbria.

## Leben
Edwin stammte aus dem Königshaus Deiras. Er war der Sohn des vormaligen Königs Ælle (560–588/590) von Deira. Seine Schwester Acha war mit seinem Vorgänger Æthelfrith (593–616) verheiratet.
Edwin war zuerst mit Cwenburh, der Tochter des Königs Ceorl von Mercia, verheiratet, mit der er die beiden Söhne Osfrith und Eadfrith hatte. Die Kinder Æthelhun, Æthelthryth, Uscfrea und Eanflæd (* um 625) stammen aus seiner zweiten Ehe mit Æthelburg, der Tochter des Königs Æthelberht I. von Kent. Eanflæd heiratete später König Oswiu (642–670).

### Exil

Bernicia und seine Nachbarreiche

König Æthelfrith von Bernicia annektierte Deira, das möglicherweise bereits vor diesem Schritt von Bernicia abhängig war, im Jahr 604 und trieb die männlichen Angehörigen des Königshauses ins Exil. Um seine Herrschaft über Deira weiter zu legitimieren, heiratete er Acha, die Tochter des vormaligen Königs Ælle. Edwin, der als Sohn Ælles ebenfalls Thronansprüche hatte, floh außer Landes zum walisischen König von Gwynedd. Æthelfrith setzte in der Folge alles daran, ihn auszuschalten.
Um diese Zeit heiratete er Cwenburh, die Tochter des Königs Ceorl von Mercia, mit der er zwei Söhne, Osfrith und Eadfrith, hatte. Æthelfrith Einfluss in Mercia wurde so stark, dass der geflohene Edwin von dessen König Ceorl nicht mehr geschützt werden konnte und in East Anglia Asyl suchte.
Um 616 gewährte Rædwald von East Anglia dem vertriebenen Edwin, der sich als rechtmäßigen Thronerben sah, Asyl. Æthelfrith bot Rædwald eine hohe Summe, wenn er Edwin töten oder ausliefern würde, im Falle der Ablehnung drohte er mit Krieg. Rædwald war (nach Eingreifen seiner Frau zugunsten Edwins) nicht bereit seinen Schützling zu verraten und zog mit seinen Truppen nach Norden. Am Fluss Idle kam es 616 zur entscheidenden Schlacht, Æthelfrith wurde vernichtend geschlagen und kam bei den Kämpfen ums Leben. Rædwald hatte in der für seine Truppen siegreichen Schlacht allerdings auch den Verlust seines Sohnes Rægenhere zu beklagen. Vermutlich führte dieser Sieg zu Rædwalds Anerkennung als Bretwalda innerhalb der Heptarchie.

### Erste Jahre als König
Edwin zog unter der Protektion Rædwalds weiter nach Norden und übernahm 616 die Herrschaft in Deira und Bernicia. Æthelfriths Söhne, darunter die späteren Könige Eanfrith, Oswald, Oswine und Oswiu, mussten nun ihrerseits ins Exil zu den Pikten und Skoten. Bald darauf eroberte Edwin das britische Königreich Elmet unter König Ceredig ap Gwallog (in den südlichen Pennines beim heutigen Leeds). Er gliederte auch das kleine, südlich des Humber gelegene angelsächsische Königreich Lindsey seinem Reich an. Die Könige von Lindsey spielten politisch keine eigenständige Rolle mehr. Nach und nach wurde Edwin von allen britischen und angelsächsischen Königen als fünfter Bretwalda (Oberkönig) anerkannt. Nur das Königreich Kent konnte sich seinem Einfluss entziehen. Die Besetzung der strategisch wichtigen Inseln Anglesey und Isle of Man deutet darauf hin, dass Edwin mit einer nennenswerten Flotte auch die Schifffahrt in der Irischen See kontrollierte.

### Glaubenswechsel
Während Edwins Regierung erreichte die christliche Mission von Kent ausgehend 625 auch Northumbria. Um seine Stellung auf der britischen Insel zu stärken, plante Edwin die Heirat von Æthelburg, der Schwester des Königs Eadbald von Kent. Da dieser aber, im Gegensatz zu Edwin, Christ war, bestand er darauf, dass ihr und ihren Begleitern die freie Religionsausübung gestattet sei und auf einer Konversion Edwins und damit auch Northumbrias. Edwin willigte ein, sodass 625 Justus, der Erzbischof von Canterbury, Paulinus zum Bischof für Northumbria weihte. Dieser sollte seinen Sitz in York nehmen und die Mission in Edwins Reich vorantreiben. Zunächst zögerte Edwin, obschon der neuen Religion freundlich gesinnt, seinen eigenen Glaubenswechsel offenbar mehrmals hinaus.
Nach der Überlieferung Bedas war der endgültige Beschluss, Christ zu werden, Folge eines Attentates auf ihn am 20. April 626, das durch das Eingreifen eines seiner Gefolgsmänner mit Namen Lilla eben noch verhindert werden konnte. Edwin soll geschworen haben Christ zu werden, wenn er herausfinden würde, wer hinter dem Anschlag steckte und wenn er diesen besiegen würde. Es stellte sich heraus, dass der Attentäter Eomer von Cwichelm, dem König von Wessex, gedungen worden war. Edwin zog nach seiner Genesung mit einem Heer gegen die Truppen von Wessex, die tatsächlich bei Win Hill & Lose Hill geschlagen werden konnten. Edwin erfüllte nach Beratung mit dem Witenagemot sein Versprechen, ließ sich und seine Tochter Eanflæd, die am Tag des Attentats zur Welt gekommen, war taufen. Diese Erzählung ist sicherlich literarisch ausgeschmückt, deutet aber die politische Brisanz eines Glaubenswechsels an. Mit Edwin mussten sich seine einflussreichsten Gefolgsmänner im Jahr 627 ebenfalls in York von Paulinus taufen lassen, damit keine Uneinigkeit in seinem Reich entstand. Nach der walisischen Überlieferungstradition wurde Eanflæd am Ostertag 626 und Edwin mit 12.000 Angeln am Ostertag 627 von Rhun mab Urien getauft.

### Spätere Jahre und Tod
Edwin begann mit dem Bau der steinernen Church of St Peter, einem Vorgängerbau des mehrmals zerstörten heutigen York Minster. Er richtete im Jahr 627 für Paulinus in York das Bistum ein und setzte sich für die Verbreitung des neuen Glaubens in seinem Reich ein. Der Überlieferung zufolge soll ein „Goldenes Zeitalter“ begonnen haben. Edwin „überredete“ auch Eorpwald von East Anglia, einen der letzten Heiden unter den angelsächsischen Königen, um 627 vom „Aberglauben der Götzenbilder“ (idolorum superstitionibus) abzulassen und für sich und sein ganzes Land das Christentum anzunehmen. Eorpwald wurde vermutlich in Northumbria getauft. Mit der Bekehrung East Anglias verfolgte Edwin sicher auch politische Ziele: Sein Einfluss auf East Anglia, gestützt auf northumbrische Geistliche, wuchs erheblich an und stärkte seine hegemoniale Macht. Alkuin berichtete, dass Edwin milde Gesetze erlassen haben soll. Im Jahr 627/628 erschlug der „Heide“ (vir gentilis) Ricbert König Eorpwald. East Anglia kehrte zum Heidentum zurück. Inwieweit diese Tat religiös oder politisch motiviert war, blieb unklar. Das Nichteingreifen Edwins nach der Ermordung Eorpwalds deutet darauf hin, dass Ricbert durch die antinorthumbrische Stimmung in East Anglia großen Rückhalt hatte.

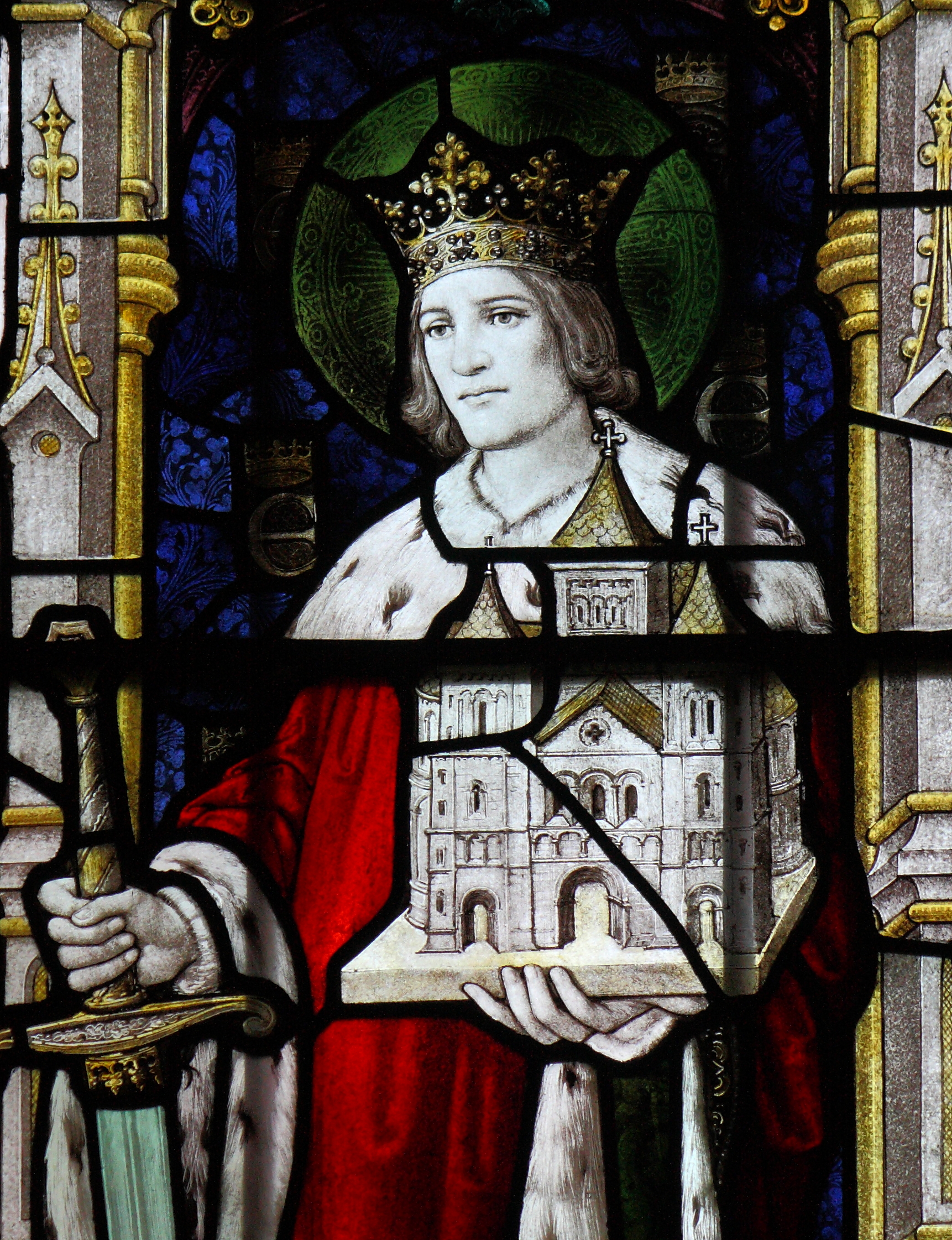
Darstellung Edwins auf einem Fenster der St Mary Church in Sledmere/Yorkshire

Die Besetzung der Inseln Isle of Man und Anglesey war möglicherweise der Grund zur Rebellion des Königs Cadwallon ap Cadfan von Gwynedd, der sich mit Penda von Mercia verbündete. Gemeinsam brachten sie eine ansehnliche Streitmacht zusammen, der es gelang, das northumbrische Heer am 12. Oktober 633 in der Schlacht von Hatfield Chase bei Doncaster zu vernichten. Edwin fiel im Kampf; ebenso sein Sohn Osfrith. Sein Sohn Eadfrith musste sich ergeben und wurde später von Penda ermordet. Nach Edwins Tod musste Æthelburg mit ihren Kindern und dem Bischof Paulinus, der sie nach Northumbria begleitet hatte, nach Kent fliehen, wo sie freundlich aufgenommen wurden. Unmittelbare Folge der Niederlage war die erneute Teilung von Northumbria: Während sich im südlichen Deira Edwins Verwandter Osric halten konnte, fiel Bernicia an den zurückgekehrten Eanfrith, Æthelfriths Sohn, und damit an die dortige alte Dynastie zurück. Beide konnten sich nur ein Jahr halten und wurden 634 von Cadwallon, der Northumbria brandschatzte, getötet.

## Verehrung
Da Penda ein Heide war, galt Edwin als ein Märtyrer. Edwins Tochter Eanflæd förderte den Kult um ihn, der, ausgehend von Whitby, jedoch nie die Bedeutung des Kultes um seinen Neffen Oswald († 642) erlangte. Der Legende nach soll Edwins Leichnam nach der Schlacht von Hatfield Chase zunächst in Edwinstowe („Edwin’s Ruhestätte“) versteckt worden sein. Seine Kopfreliquie wurde nach York in die St. Peter’s Church, mit deren Bau er begonnen hatte, gebracht; sein Körper wurde nach Whitby überführt. Mehrere Kirchen in England sind nach ihm benannt. Edwin wurde durch Papst Gregor XIII. (1572–1585) als Märtyrer anerkannt. Die katholische Kirche begeht seinen Gedenktag am 12. Oktober.